# Open de Séoul de squash
L'Open de Séoul de squash ou Seoul City Open est un tournoi annuel de squash se tenant à Séoul. 
Lors de la première édition en 2007, le tournoi était dans la catégorie WSA Gold 35 avec 50 000 $ de prix, en 2008 et 2009 il était dans la catégorie WSA Gold 45 avec 60 000 $ de prix. Le dernier tournoi en 2010 est dans la catégorie Silver 20 de la WSA avec 20 000 $ de dotation.

## Palmarès
| Année | Championne      | Finaliste       | Score                  |
| ----- | --------------- | --------------- | ---------------------- |
| 2010  | Annie Au        | Low Wee Wern    | 11-7, 11-7, 11-5       |
| 2009  | Nicol David     | Jenny Duncalf   | 11-6, 3-11, 11-6, 11-4 |
| 2008  | Nicol David     | Rachael Grinham | 9-5, 10-9, 9-6         |
| 2007  | Natalie Grinham | Nicol David     | 9-4, 9-4, 9-0,         |